# Beatrix van Avesnes
Beatrix van Avesnes (circa 1240 - Valenciennes, 25 februari 1321) was van 1281 tot 1288 gravin van Luxemburg. Ze behoorde tot het huis Avesnes.

## Levensloop
Beatrix was een dochter van Boudewijn van Avesnes, heer van Beaumont, en diens echtgenote Felicitas van Coucy.
Op 22 mei 1265 huwde Beatrix met Hendrik VI van Luxemburg (1240-1288), die in 1281 graaf van Luxemburg werd. Ze kregen volgende kinderen:
- Hendrik VII (1275-1313), graaf van Luxemburg en keizer van het Heilige Roomse Rijk
- Walram (overleden in 1311), heer van Dourlers, Thirimont en Consorre
- Felicitas (overleden in 1336), huwde in 1298 met graaf Jan Tristan van Leuven
- Boudewijn (1285-1354), aartsbisschop van Trier
- Margaretha (overleden in 1336), kloosterzuster in Rijsel en Marienthal

In 1288 stierf haar echtgenoot, waarna ze in 1310 het klooster Notre Dame de Beaumont in Valenciennes stichtte. Dit klooster behoorde tot de orde der dominicanessen. In 1313 trad Beatrix als zuster in dit klooster. In 1321 stierf zij in het Notre Dame de Beaumont-klooster, waar ze eveneens werd bijgezet. 

## Voorouders
| Voorouders van Beatrix van Avesnes (1242-1321) | Voorouders van Beatrix van Avesnes (1242-1321)                              | Voorouders van Beatrix van Avesnes (1242-1321)                              | Voorouders van Beatrix van Avesnes (1242-1321)                                    | Voorouders van Beatrix van Avesnes (1242-1321)                                    | Voorouders van Beatrix van Avesnes (1242-1321)                           | Voorouders van Beatrix van Avesnes (1242-1321)                           | Voorouders van Beatrix van Avesnes (1242-1321)                           | Voorouders van Beatrix van Avesnes (1242-1321)                           |
| ---------------------------------------------- | --------------------------------------------------------------------------- | --------------------------------------------------------------------------- | --------------------------------------------------------------------------------- | --------------------------------------------------------------------------------- | ------------------------------------------------------------------------ | ------------------------------------------------------------------------ | ------------------------------------------------------------------------ | ------------------------------------------------------------------------ |
| Overgrootouders                                | Jacob van Avesnes (±1150–1191) ∞ Adela van Guise (±1150–1207)               | Jacob van Avesnes (±1150–1191) ∞ Adela van Guise (±1150–1207)               | Boudewijn I van Constantinopel (1171-1205) ∞ 1186 Maria van Champagne (1174–1204) | Boudewijn I van Constantinopel (1171-1205) ∞ 1186 Maria van Champagne (1174–1204) | Rudolf I van Coucy (1134-1191) ∞ Alix van Dreux (1156-1217)              | Rudolf I van Coucy (1134-1191) ∞ Alix van Dreux (1156-1217)              | Hugo II van Rethel (-1227) ∞ Felicitas van Broyes (–)                    | Hugo II van Rethel (-1227) ∞ Felicitas van Broyes (–)                    |
| Grootouders                                    | Burchard van Avesnes (1182-1244) ∞ Margaretha II van Vlaanderen (1202-1280) | Burchard van Avesnes (1182-1244) ∞ Margaretha II van Vlaanderen (1202-1280) | Burchard van Avesnes (1182-1244) ∞ Margaretha II van Vlaanderen (1202-1280)       | Burchard van Avesnes (1182-1244) ∞ Margaretha II van Vlaanderen (1202-1280)       | Thomas II van Coucy (1184-1253) ∞ Mathilde van Rethel (–)                | Thomas II van Coucy (1184-1253) ∞ Mathilde van Rethel (–)                | Thomas II van Coucy (1184-1253) ∞ Mathilde van Rethel (–)                | Thomas II van Coucy (1184-1253) ∞ Mathilde van Rethel (–)                |
| Ouders                                         | Boudewijn van Avesnes (1219-1295) ∞ 1243 Felicitas van Coucy (1220-1307)    | Boudewijn van Avesnes (1219-1295) ∞ 1243 Felicitas van Coucy (1220-1307)    | Boudewijn van Avesnes (1219-1295) ∞ 1243 Felicitas van Coucy (1220-1307)          | Boudewijn van Avesnes (1219-1295) ∞ 1243 Felicitas van Coucy (1220-1307)          | Boudewijn van Avesnes (1219-1295) ∞ 1243 Felicitas van Coucy (1220-1307) | Boudewijn van Avesnes (1219-1295) ∞ 1243 Felicitas van Coucy (1220-1307) | Boudewijn van Avesnes (1219-1295) ∞ 1243 Felicitas van Coucy (1220-1307) | Boudewijn van Avesnes (1219-1295) ∞ 1243 Felicitas van Coucy (1220-1307) |